# Macropelopia nebulosa
Macropelopia nebulosa är en tvåvingeart som först beskrevs av Johann Wilhelm Meigen 1804.  Macropelopia nebulosa ingår i släktet Macropelopia och familjen fjädermyggor. Arten är reproducerande i Sverige. Inga underarter finns listade i Catalogue of Life.